# Hioška ovca
Hioška ovca je pasma domače ovce s specifičnim neznanim poreklom. Uvrščamo jo med pasme s poldebelim repom. Vzreja se predvsem zaradi proizvodnje mleka. Čeprav obstajajo špekulacije, da je bila ta pasma morda križana s Kivircikom in Dagliçom, je splošno sprejeto, da izvira iz grškega otoka Hios.

## Značilnosti
Ta pasma ima običajno črne lise na ušesih, nosu, trebuhu, nogah in okoli oči. Opazili so tudi rjave lise. Zrele ovce tehtajo od 48 do 70 kg, zreli ovni pa tehtajo od 66 do 91 kg. Oba spola sta rogata; lahko pa so ovce tudi brezroge. Rogovi ovnov imajo veliko spiralo. Če imajo rogove ovce, so ti majhni kot gumb.
Ovce imajo lahko dva legla jagnjet na leto s povprečno 1,5 do 2,3 jagnjeta na leglo. Povprečna teža ob rojstvu je 3,6 do 3,9 kg. Pri 45 dneh jagnjeta v povprečju tehtajo 14,7 do 15,9 kg. Ovce lahko proizvedejo 120 do 272 kg mleka na laktacijo. Povprečna laktacija je 210 dni. Mleko se uporablja za proizvodnjo številnih vrst sirov, kot so Feta, Batzos, Manouri in mnogi drugi. Največja zabeležena proizvodnja mleka je bila 777 litrov v 220 dneh laktacije.
Premer volne je od 27 do 35 mikrometrov s številom predenja od 44 do 56. Dolžina sponke je od 8,0 do 13,0 cm. Surovo runo tehta približno 1,2 do 2,5 kg. Glede kakovosti flisa se med posamezniki precej razlikujejo. Vendar pa je kakovost flisa posameznika običajno dosledna.
Od leta 1983 do 2007 se je svetovna populacija hioške ovce povečala s 16.000 na 51.860. 

## Ovčje farme
V nedavni raziskavi so bili opisani pogoji na kmetiji in proizvodne metode v intenzivno vzrejenih čredah hioških ovac v Grčiji, ki kažejo pomemben strukturni in upravljavski razvoj v primerjavi z bolj tradicionalnimi sistemi, ki v Grčiji še vedno prevladujejo. Po omenjeni raziskavi je povprečna čreda štela 314 ovac (16 ovnov, 210 ovc in 88 jagnjet), povprečna mlečnost na ovco pa je bila 276,6±55,6 kg/laktacijo (prilagojeno na 210 dni laktacije). Poleg tega je bila povprečna plodnost 2,1 ± 0,3 in povprečna telesna teža jagnjet ob rojstvu 3,5, 3,9 in 4,6 za trojčke, dvojčke in enojne jagnjeta. Reja jagnjet 6–8 tednov je bila običajna praksa, ki ji je sledilo 7-mesečno obdobje molže ovc.
Na podlagi tega dejstva je bila izvedena študija za izdelavo tipologije intenzivnih hioških ovčjih farm v Grčiji. Iz te študije so bili prepoznani štirje grozdi:
Grozd 1: Novoustanovljene, intenzivne, dobro opremljene specializirane kmetije
Grozd 2: Dobro uveljavljene kmetije z uravnoteženo proizvodnjo ovc in krme/poljščin
Grozd 3: Majhne čredne kmetije, ki se bolj osredotočajo na poljščine kot na ovčerejo, s težnjo po razvoju proti grozdu 2
Grozd 4: Kmetije, ki predstavljajo precej konzervativno obliko vzreje hioških ovac z nizkimi/vmesnimi vložki in se ne osredotočajo na pridelavo krme/poljščin